# Horst Iske
Horst Iske (* 19. August 1928 in Leipzig; † 29. Februar 1992 ebenda) war ein deutscher Politiker und Sportwissenschaftler.

## Leben
Iske wuchs in Leipzig auf, besuchte die dortige Wirtschaftsoberschule und war später als Lehrer tätig. Ab 1950 studierte er in Halle und Leipzig Sport und Musik. Wegen politischer Auseinandersetzungen musste er das Studium zwischenzeitlich unterbrechen und 1952 sowie 1953 in der Produktion tätig werden. Er schloss sein Studium ab und lehrte an den Medizinischen Fachschulen in Halle und Schwerin im Fach Körpererziehung. Ab 1958 war Iske 32 Jahre lang als wissenschaftlicher Mitarbeiter an der Deutschen Hochschule für Körperkultur (DHfK) in Leipzig beschäftigt und lehrte dort unter anderem Anatomie, allgemeine Trainingslehre und Sportphysiologie, des Weiteren führte er Lehrveranstaltungen am DHfK-Institut für Freizeit- und Erholungssport durch. Während seiner Zeit als Mitarbeiter der Deutschen Hochschule für Körperkultur studierte Iske von 1963 bis 1967 Psychologie an der Karl-Marx-Universität Leipzig. 1965 wurde seine Doktorarbeit (Titel: „Eine lichtelektrische Methode zur unblutigen Messung von Änderungen der Frontalhirndurchblutung des Menschen“) angenommen. 1971 gehörte Iske zu den Mitarbeitern der Studie „Telemetrische Untersuchungen über die Beziehungen zwischen dem Bewegungsablauf und der Muskelaktivität beim Kugelstossen“. Aus politischen Gründen waren Iske ab 1977 Weiterbildungsmaßnahmen, der Kontakt zu Studenten und Dienstreisen nach dem Ausland untersagt, er blieb aber Mitarbeiter der DHfK. Iske war hauptverantwortlich für das Lehrbuch „Massensport“, das 1988 von der DHfK veröffentlicht wurde.
Iske spielte bei der HSG DHfK Leipzig Federball. Er war zudem Vorstandsmitglied des Deutschen Federballverbandes sowie 1959 Gründungsmitglied des Deutschen Turn- und Sportbundes (DTSB).
1989 schloss er sich dem Neuen Forum in Leipzig an und wurde im Februar 1990 SPD-Mitglied. Der letzten Regierung der Deutschen Demokratischen Republik gehörte er unter Ministerpräsident Lothar de Maizière als Staatssekretär im Ministerium für Jugend und Sport an. Nach dem Ende der DDR wurde Iske beim Innenministerium als Leiter der Ländereinrichtung Sport für die fünf neuen Bundesländer zuständig. Im November 1990 räumte er ein, dass im DDR-Spitzensport zu den „unterstützenden Mitteln“ sowohl erlaubte Medikamente als auch Anabolika und andere Dopingmittel gehörten. Er sprach diesbezüglich von einem „unvertretbaren und nahezu kriminell zu nennenden Eingriff in die Freiheit der Person“.